# Banff (cratère)
Pour les articles homonymes, voir Banff (homonymie).
Le cratère Banff est un cratère d'impact de 5 km de diamètre situé sur Mars dans le quadrangle d'Oxia Palus. Il a été nommé en référence au bourg de Banff dans la province d’Alberta, au Canada.